# Eupraxia av Rjazan
Eupraxia av Rjazan, död 1237, var en rysk prinsessa. Hon var gift med prins Fjodor Jurievitj av Rjazan och svärdotter till furst Jurij av Rjazan. Hon vördas som lokalhelgon inom rysk-ortodoxa kyrkan. 
Under Mongolernas invasion av Ryssland sändes hennes make för att förhandla med den mongoliska befälhavaren Batu khan som sändebud för sin far, furstendömet Rjazans härskare. Batu khan begärde att få Eupraxia till hustru: det var en traditionell sed för en besegrad härskare att ge sin hustru till sin besegrare. Fjodor Jurievitj vägrade dock, vilket ledde till att han dödades. När Eupraxia fick reda på hans död, ska hon ha tagit sitt barn i armarna och begått självmord genom att kasta sig ut genom fönstret. Även hennes svärfar dödades kort därpå när mongolerna förstörde Rjazan efter belägringen av Rjazan i december 1237. 